# Istituto Tecnico Statale "M. Buonarroti"
L'Istituto Tecnico statale "Michelangelo Buonarroti" è un istituto scolastico di Caserta. Sorge in uno dei pochi isolati non rettangolari di Caserta, nei pressi della biblioteca comunale "Ruggiero", al centro di un quartiere sviluppatosi dal 1970 circa nel territorio già noto per secoli come "Starza grande" e che fu proprietà dei principi di Caserta Acquaviva e dei Borbone.
È sede di una biblioteca aperta al pubblico, censita dalla Regione Campania e il cui catalogo (libro moderno) accessibile sull'OPAC del Servizio Bibliotecario Nazionale. Dal 2004 è sede del Museo Michelangelo, riconosciuto di interesse dalla Regione Campania.

## Storia
L'Istituto Tecnico statale "Buonarroti" iniziò le attività il 1º ottobre 1963 con il nome Istituto Tecnico Statale per Geometri "M. Buonarroti". L'istituzione formale fu formalizzata con Decreto del Presidente della Repubblica nº 1722 dell'8 giugno 1965 (Gazzetta Ufficiale 28 luglio 1966, nº186, SO).
L'istituzione fu per distacco dall'Istituto tecnico Commerciale e per Geometri "Terra di Lavoro" di Caserta, in cui fu vicepreside il professor Michele Scaravilli, poi primo preside del "Buonarroti".
Dal 2002 l'attività didattica è stata affiancata da molti progetti formativi ed educativi, destinati agli studenti interni e a cittadini di ogni età. Molte le pubblicazioni edite dal 2002 ad oggi nel campo della didattica del patrimonio culturale e museale, delle strategie didattiche, di storia locale e arte.

## Elenco dei presidi
- Michele Scaravilli (01/10/1963 - 31/09/1990)[6]
- Domenico Squeglia (01/09/1990 - 31/08/2000)[6]
- Rolando Cusano (01/09/2000 - 31/08/2002)[6]
- Antonia Di Pippo (01/09/2002 - 31/08/2016)
- Vittoria De Lucia (01/09/2016 - 11/02/2024)
- Margherita Diana (26/02/2024 - 31/08/2024)
- Maria Ruggiero (01/09/2024 - ad oggi)

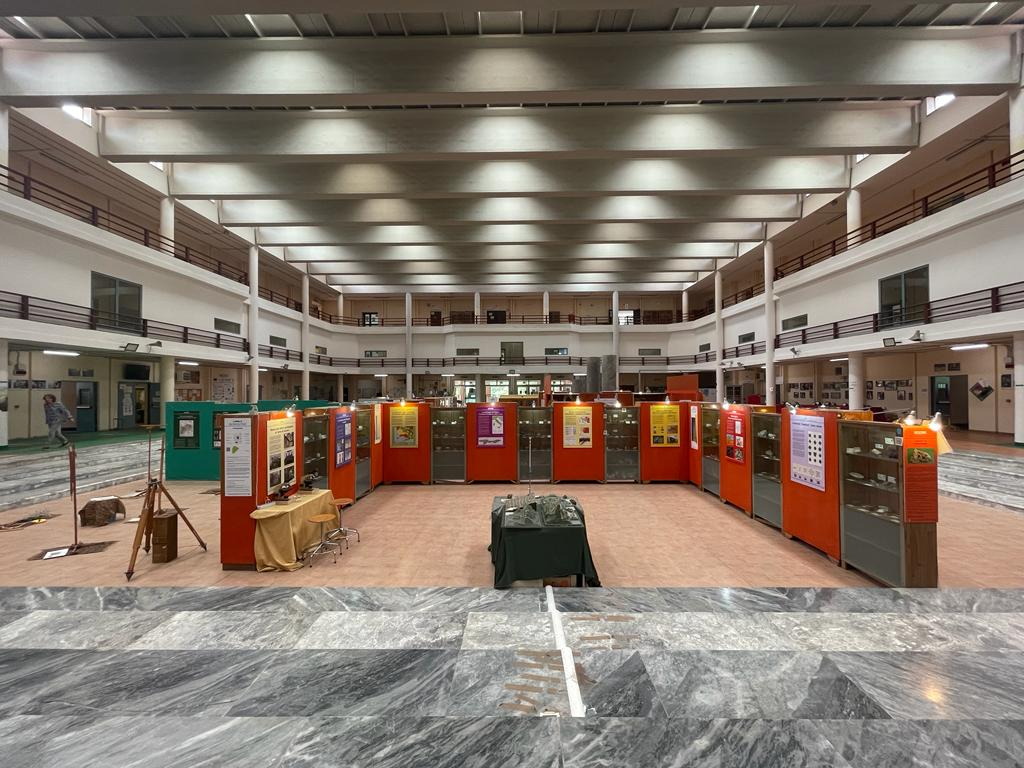
Istituto Tecnico Statale "M. Buonarroti" Caserta, interno

## Indirizzi di studio
All'originario indirizzo per geometri, sono affiancati i seguenti indirizzi di studio:
Settore economico:
- turismo (istituito nell'anno scolastico 2004/2005)[8]
- amministrazione finanzia e marketing

Settore tecnologico:
- costruzioni ambiente territorio, geometra e geotecnico
- agraria, agroalimentare-agroindustria[8]
- chimica-materiali-biotecnologia, tecnologie sanitarie

## Gli edifici sedi del Buonarroti
All'atto dell'istituzione, fu ospitato in appartamenti privati (palazzo Landolfi, via Acquaviva). Nel 1972 fu completato il primo lotto destinato all'istituto tecnico del progetto di Marcello Canino per il "Centro studi". Nel 1974 fu inaugurato il completamento del secondo lotto. Nel 1982 il Buonarroti si trasferì nell'attuale edificio, progettato dall'ingegnere Bruno Mariano, allora capo ufficio tecnico del Comune di Caserta.

## Laboratori, azienda agraria, biblioteca, impianti sportivi
Nell'edificio attuale sono attivi la biblioteca, 9 laboratori (fisica, scienze, chimica, agrario, biotecnologie, linguistico, 3 laboratori di informatica), una palestra coperta, attrezzature sportive all'aperto (tratto di pista di atletica per velocità, campo di pallacanestro, campo di calcetto) e una azienda agraria con una serra per le esercitazioni.
È disponibile uno spazio di co-working (12 postazioni), creato nell'ambito del progetto "Esserci per cambiare il nostro quartiere", finanziato nel 2020 dal Ministero della Cultura.

## Museo
Il Museo Michelangelo è stato istituito nel 2003 e aperto al pubblico il 24 maggio del 2004, in occasione della sesta Settimana della Cultura grazie alla collaborazione tra la Soprintendenza di Caserta e Benevento e l'Archivio di Stato di Caserta. Il museo offre in esposizione strumenti topografici dell'Ottocento e del Novecento, macchine di calcolo e modelli didattico-scientifici per la topografia costruiti tra la metà dell'Ottocento e gli anni settanta del Novecento (sono presenti strumenti di Giuseppe Spano e del figlio Gaetano, prodotti a Napoli nella seconda metà del XIX secolo, strumenti Brunner, Galileo, Filotecnica - Salmoiraghi). La sezione di storia della misura (De Arte Mensoria) espone riproduzioni moderne in copia degli strumenti di misura del terreno (distanze e angoli) dall'antichità romana al Seicento. Il museo ha anche: una sezione di mineralogia che comprende oltre 300 esemplari di rocce (sedimentarie, metamorfiche, magmatiche) e minerali e documenta i principali sistemi geologici della provincia di Caserta e del resto d'Italia; una sezione di storia del disegno (tecniche, strumenti ed elaborati grafici che illustrano l'evoluzione del disegno fino alle attuali elaborazioni al calcolatore (CAD); una vasta sezione di modelli didattici e scientifici (per l'architettura e l'edilizia, la topografia e le costruzioni stradali, la storia dell'arte, l'agraria, le lavorazioni viti-vinicole, casearie, l'allevamento del bestiame, etc.); una sezione di scienze pure (chimica, fisica, scienze naturali) con strumenti, attrezzi e materiali didattici dalla metà dell'Ottocento alla metà del Novecento.

## Logo
Il logo dell'stituto Tecnico Statale "M. Buonarroti" Caserta è stato creato modificando una cartolina disegnata nel 1982 da Giuseppe Cristiano, oggi noto artista grafico e storyboarder.